# Mikhail Bakhtin
Mikhail Mikháilovitch Bakhtin (russo: Михаи́л Миха́йлович Бахти́н; Oriol, 17 de novembro de 1895— Moscou, 7 de março de 1975) foi um filósofo da linguagem, historiador  e  teórico da literatura e da cultura russo. Seus escritos inspiraram trabalhos de estudiosos de diferentes tradições (o marxismo, a semiótica, o estruturalismo, a crítica religiosa) e em disciplinas diversas como crítica literária, história, filosofia, antropologia e psicologia. É conhecido por ter desenvolvido o conceito de dialogismo, que, segundo o autor, é uma propriedade constitutiva da linguagem humana. Bakhtin é também autor de diversas obras sobre aspectos mais gerais da teoria literária, como o estilo e os gêneros do discurso. 
Explorando a obra de François Rabelais, Bakhtin desenvolveu uma inovadora teoria sobre o romance europeu e o humor popular. É um dos grandes estudiosos do riso, que, nos seus escritos, aparece ligado a conceitos, tais como  realismo grotesco, cultura cômica popular, entonação, polifonia, cultura cômica, cronótopo, carnavalização, sátira menipeia. 
Embora muito ativo, durante a década de 1920, nos debates sobre estética e literatura que tiveram lugar na União Soviética, Bakhtin só se tornou conhecido na década de 1960, a partir da sua redescoberta, por estudiosos russos. Ele é o mentor intelectual de um grupo de estudiosos russos que ficou conhecido como "Círculo de Bakhtin".

## Biografia
Nascido em Oriol, localidade a sul de Moscovo, de família aristocrática em decadência, cresceu entre Vilnius e Odessa, cidades fronteiriças com grande variedade de línguas e culturas. Mais tarde, estudou Filosofia e Letras na Universidade de São Petersburgo, abordando em profundidade a filosofia alemã.
Viveu em Leningrado após a vitória da Revolução de 1917. Entre 1924 e 1929, conheceu os principais expoentes do Formalismo russo e publicou Freudismo (1927), O método formal nos estudos literários (1928). Marxismo e filosofia da linguagem (1929), antes considerada como sua obra mais importante, é atualmente  atribuída a seu amigo e discípulo Valentin Volóchinov e só a partir dos anos 1970 teria difusão e reconhecimento significativos.
Em 1929, Bakhtin foi obrigado ao exílio interno no Cazaquistão, onde permaneceria  até 1936, acusado de atividades ilegais ligadas à Igreja Ortodoxa - o que nunca veio a ser demonstrado. Pouco tempo depois, durante a purga de 1937, ver-se-ia forçado a novo exílio, dessa vez em Saransk, capital da Mordóvia. 
Em 1941, apresentou sua tese de doutoramento no Instituto de Literatura Máximo Gorki, em Moscou. No fim da Segunda Guerra Mundial, volta a Saransk, como catedrático.  Após a morte de Stálin (1953) e sobretudo na década de 1960, Bakhtin seria redescoberto por estudantes da capital russa. Todavia, no Ocidente, seus trabalhos só ficaram conhecidos postumamente, a partir dos anos 1980, adquirindo grande prestígio e referencialidade  a partir da década de 1990.
Seu trabalho é considerado influente em teoria literária, crítica literária, sociolinguística, análise do discurso e semiótica. Bakhtin é, na verdade, um filósofo da linguagem, e sua linguística é considerada uma "translinguística" pois ultrapassa a visão de língua como sistema. Isso porque, para Bakhtin, não se pode entender a língua isoladamente, mas qualquer análise linguística deve incluir fatores extralinguísticos, tais como contexto de fala, relação do falante com o ouvinte, momento histórico, etc..

## Marxismo e filosofia da linguagem

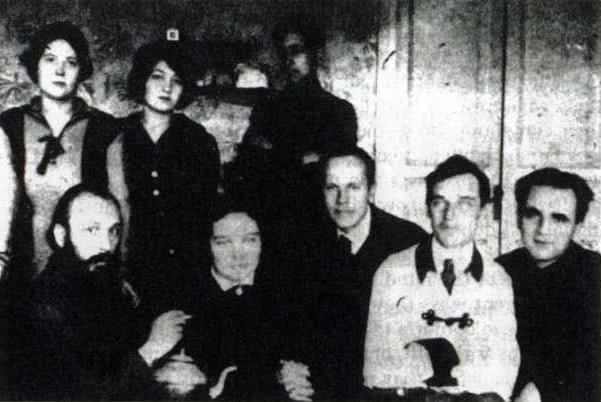
Círculo de Bakhtin. Sentados, da esq. à dir.: Bakhtin, Maria Yúdina, Valentin Volóchinov, Lev Pumpianski, Pável Medvédev. Em pé Constantino Váguinov e esposa (Petrogrado por volta da metade da década de 1920).

Bakhtin   compôs   seus   principais   estudos   sobre   a   linguagem entre os anos 1920 e 1930, em contraposição a duas correntes dominantes no  pensamento  filosófico-linguístico  da  época:  o  subjetivismo  idealista  (Humboldt  e  Vossler)  e  o  objetivismo  abstrato  (Ferdinand  de  Saussure).  Os  diversos integrantes do chamado Círculo de Bakhtin contribuíram para a sistematização do pensamento bakhtiniano. 
Em Marxismo e Filosofia da Linguagem, por exemplo - obra atualmente atribuída a Volóchinov -, são tecidas críticas a essas duas correntes dominantes, com argumentos em favor de uma abordagem marxista da linguagem, ou seja, de uma aplicação do método sociológico à linguística.
O objetivo de Marxismo  e filosofia da linguagem é dotar a teoria marxista de uma formulação coerente em relação à ideologia e à psicologia, superando em simultâneo o objetivismo abstrato ou positivista e o subjetivismo idealista. Para tal, desvela-se, no signo linguístico, um signo social e ideológico que põe em relação a consciência individual e a interação social. O pensamento individual não cria ideologia; é a ideologia que cria o pensamento individual. E "uma das tarefas mais essenciais e urgentes do marxismo é constituir uma psicologia verdadeiramente objetiva. No entanto, seus fundamentos não devem ser nem fisiológicos nem biológicos, mas sociológicos".
Apesar de ter sido escrito no fim da década de 1920, o livro mantém uma surpreendente atualidade e faz parte dos fundamentos da mais recente teoria textual e semiótica. De caráter interdisciplinar, abre portas para uma nova interpretação do signo, da linguagem, da comunicação e da ideologia, de base social e material, mas não mecânica, nem positivista. Aplica o materialismo dialético ao campo da linguística de maneira fértil e original. De facto, sua abordagem transcende a interpretação marxista da língua e da linguística, combinando-se com o freudismo, o estruturalismo, o evolucionismo, a física relativista e a biologia. Para o autor, "a palavra é o signo ideológico por excelência" e também "uma ponte entre mim e o outro".

### A questão da autoria da obra
Algumas das obras que levam os nomes de dois amigos íntimos de Bakhtin - Volóchinov  e Pavel Medvedev - foram atribuídas a Bakhtin - particularmente Marxismo e Filosofia da Linguagem e O Método Formal na Pesquisa Literária. Essas atribuições tiveram origem no início da década de 1970 e foram referidas na biografia de Bakhtin, escrita por Clark e Holquist, em 1984. Nos anos que se seguiram, entretanto, a maioria dos acadêmicos passou a concordar que Volóchinov e Medvedev devem ser considerados os verdadeiros autores dessas obras, embora Bakhtin os tenha indubitavelmente influenciado e possa até mesmo ter participado da composição das obras.
Bakhtin teve uma vida e uma carreira difíceis, e poucas de suas obras foram publicadas de forma autorizada durante sua vida. Como resultado, há discordâncias significativas sobre questões que normalmente seriam consideradas como resolvidas: em que disciplina ele trabalhou (era filósofo ou crítico literário?), como periodizar seu trabalho e até mesmo quais textos ele escreveu. Bakhtin é conhecido por uma série de conceitos que foram usados e adaptados em várias disciplinas: dialogismo,  carnavalização, cronótopo, heteroglossia e  "exotopia"  ou outsidedness (tradução, em inglês, do termo russo vnenakhodimost). Todos esses conceitos delineiam uma filosofia da linguagem e da cultura que tem em seu centro a afirmação de que todo discurso é, em essência, uma troca dialógica e que isso confere a toda linguagem uma força ética ou ético-política específica.

## Teoria literária
Conceitos fundamentais associados à obra de Bakhtin incluem o dialogismo, a Polifonia (literatura), a heteroglossia e o carnavalesco. Todos eles se afirmam na sua teoria literária, formulada principalmente na sua tese de doutoramento: A cultura popular na Idade Média e no Renascimento: o contexto de François Rabelais (1941), em que rechaça a norma unívoca e a rigidez dos padrões e estilos. Reivindica a ambivalência, o discurso carnavalesco, amplo, polifónico e dialógico. Opõe-se à unidirecionalidade da retórica clássica e reivindica uma interpretação participativa, integradora, social, diversa e múltipla na construção da obra literária.
Interessante também é a sua concepção de tempo da obra literária, desenvolvida principalmente em seu artigo "A ciência da literatura hoje (resposta a uma pergunta da revista Novyi Mir)", publicado originalmente em 1970. Nele, Bakhtin propõe duas tarefas para os estudos da literatura: o estabelecimento do vínculo com a história da cultura e o não fechamento do fenômeno literário com a sua época de criação. Quanto à primeira, o autor afirma que "a literatura é parte inseparável da cultura, não pode ser entendida fora do contexto pleno de toda a cultura de uma época." Critica a ligação estreita dos estudos literários com fatores socioeconômicos, deixando a cultura de lado, quando, de fato, esses fatores agiriam sobre a cultura e essa, então, influenciaria a literatura. "Sob semelhante enfoque [isolamento da obra em relação à cultura] é impossível penetrar nas profundezas das grandes obras, e a própria literatura começa a parecer algo pequeno e assunto desprovido de seriedade." Quanto à segunda, diz Bakhtin: "Por hábito, procuramos explicar um escritor e suas obras precisamente a partir de sua atualidade e do passado imediato". Isso significa analisar a obra a partir do pequeno tempo, o tempo da escrita, o que impossibilita o aprofundamento dos sentidos da obra no futuro: "As obras dissolvem as fronteiras da sua época, vivem nos séculos, isto é, no grande tempo, e além disso levam frequentemente (as grandes obras, sempre) uma vida mais intensa e plena do que em sua atualidade." Para Bakhtin, portanto, uma obra literária não acontece inteiramente no presente, no tempo de sua criação. Suas raízes estão no passado - ao qual a obra pode ser uma resposta - mas ela também se completa ao projetar no devir dos séculos vindouros, no grande tempo, suscitando outras respostas, ao adquirir novos sentidos.

## Principais obras

### Em português
- Freudismo. SP: Perspectiva, 2004.
- Marxismo e Filosofia da Linguagem. SP: Hucitec, 2009.
- Cultura Popular na Idade Média: o contexto de François Rabelais. SP: Hucitec, 2010.
- Estética da Criação Verbal. SP: Martins Fontes, 2010.
- Problemas da poética de Dostoiévski. SP: Forense, 2010.
- Questões de Literatura e de Estética . SP: Hucitec, 2010.
- Para uma filosofia do ato responsável. SP: Pedro & João Editores, 2012.
- Teoria do romance I: a estilística. SP: Editora 34, 2015.
- Os gêneros do discurso. SP: Editora 34, 2016.
- Notas sobre literatura, cultura e ciências humanas. SP: Editora 34, 2017.
- Teoria do romance II: as formas do tempo e do cronotopo. SP: Editora 34, 2018.
- Questões de estilística no ensino da língua. SP: Editora 34, 2019.
- Teoria do romance III: o romance como gênero literário. SP: Editora 34, 2019.

- BRAIT, Beth (Org.). Bakhtin: conceitos-chave. SP: Contexto, 2005. ISBN 978-85-7244-290-9
- BRAIT, Beth (Org.). Bakhtin: outros conceitos-chave. SP: Contexto, 2006. ISBN 85-7244-332-0
- BRAIT, Beth (Org.). Bakhtin: dialogismo e polifonia. SP: Contexto, 2009. ISBN 978-85-7244-439-2
- BRAIT, Beth (Org.). Bakhtin e o Círculo. SP: Contexto, 2009. ISBN 978-85-7244-435-4
- FARACO, Carlos Alberto; TEZZA, Cristovão; CASTRO, Gilberto de. Diálogos com Bakhtin. Curitiba: Editora UFPR, 2007. ISBN 9788573351927
- PAULA & STAFUZZA (Orgs). Círculo de Bakhtin: pensamento interacional. Campinas: Mercado das Letras, 2013 (Série Bakhtin: inclassificável; v. 3). ISBN 978-857891-207-2
- PONZIO, Augusto. A Revolução Bakhtiniana. SP: Contexto, 2008. ISBN 978-85-7244-409-5
- VOLÓSHINOV, Valentin. Marxismo e filosofia da linguagem: problemas fundamentais do método sociológico na ciência da linguagem. São Paulo: Editora 34, 2017. ISBN 978-85-7326-661-0